# Shape of Despair
Shape of Despair – fiński zespół muzyczny grający funeral doom, założony zimą 1995. Założycielami byli Jarno Salomaa i Tomi Ullgren. Pierwsza nazwa zespołu to Raven, w 1998 zmienili ją na obecną. Od 2000 roku ich wytwórnia to Spinefarm Records. W zespole do roku 2010 udzielał się Pasi Koskinen, były członek Amorphis.

## Muzycy

### Obecny skład zespołu
- Henri Koivula – wokal (od 2011)
- Nathalie Koskinen – damski wokal (od 1998)
- Jarno Salomaa – gitara, keyboard (od 1995)
- Tomi Ullgren – Gitara (od 1995)
- Sami Uusitalo – Bas (od 2002)
- Samu Ruotsalainen – perkusja (od 1999)
- Toni Raehalme – wiolonczela

### Byli członkowie zespołu
- Pasi Koskinen – wokal
- Azhemin – wokal
- Johanna Vakkuri – flet
- Toni Māensivu – wokal, perkusja

## Dyskografia
- „Shades of...” – 2000
- „Angels of Distress” – 2001
- „Illusion’s Play” – 2004
- „Shape of Despair” – 2005 (kompilacja)
- „Written in my Scars” – 2010 (EP)
- „Monotony Fields” – 2015